# Sundsvalls Klätterklubb
Sundsvalls Klätterklubb bildades 1987 och hade 2015 strax över 160 medlemmar. Klubbens målsättning är att främja klättring och högfjällssport, ge intresserade ökad möjlighet till utövande av sådan sport, samt värna om de berg och klätterområden som finns i sundsvallsområdet. Detta sker bland annat genom anordnandet av klätterkurser, barn- och ungdomsklättring, samt tävlingsverksamhet. Klubben är ansluten till Svenska Klätterförbundet och därigenom även till Riksidrottsförbundet. 
Sundsvalls Klätterklubb har genom åren utvecklat klätterområden med både bouldering och repklättring. De mest välbesökta områdena är Brattberget, Midskogsberget och Bergafjärden. Klubblokalen finns på Heffnerskajen i Sundsvall, där klubben driver inomhusklättring året runt.
Sundsvall Plastic Madness är en årlig bouldertävling som arrangeras av klubben, och är en deltävling i den så kallade Norrlandscupen - en serie tävlingar i norra delen av Sverige. Övriga deltävlingar hålls i Luleå, Umeå, Östersund och Skellefteå.